# Le Guerrier de l'espace : Aventures en zone interdite
Pour les articles homonymes, voir Guerrier de l'espace.
Pour plus de détails, voir Fiche technique et Distribution.
Le Guerrier de l'espace : Aventures en zone interdite (Spacehunter: Adventures in the Forbidden Zone) est un film américano-canadien réalisé par Lamont Johnson, sorti en 1983.

## Synopsis
Au début du 22e siècle, un paquebot de croisière spatiale est détruit par un éclair nébulaire. Les seules survivantes apparentes sont trois belles femmes - Nova, Reena et Meagan - qui se sont enfuies dans une capsule de sauvetage et ont atterri sur la planète habitable la plus proche. Là, elles sont rapidement accostés par les indigènes hostiles et emmenés à bord d'un véhicule à voile ressemblant à un bateau pirate sur rails. Dans l'espace, une alerte est diffusée pour le retour en toute sécurité des femmes avec une récompense de 3 000 méga-crédits. Un petit opérateur de sauvetage nommé Wolff intercepte le message et se dirige vers la planète. Il est rejoint par sa femme ingénieur Chalmers, qui apprend que la planète, Terra XI, est une colonie en faillite qui a été victime d'une peste mortelle et d'une guerre civile. Wolff risque les dangers, croyant que la récompense résoudra ses problèmes d'endettement.
Après avoir atterri sur le monde aride, Wolff et Chalmers sont partis dans un véhicule à quatre roues motrices appelé le Scrambler. Bientôt, ils rejoignent une bataille en cours entre un groupe de maraudeurs (appelés les Zoners) et une bande de nomades (les Scavs). Les Zoners emmènent les femmes avant que Wolff ne puisse les arrêter et s'envolent sur des deltaplanes à réaction . Wolff apprend des Scavs que les femmes ont été emmenées dans la zone qui est dirigée par Overdog, leur ennemi juré. De retour au Scrambler, Wolff découvre que Chalmers - révélé être un gynoïde - a été tué. Wolff continue seul, mais il attrape bientôt un adolescent Scav, Niki, essayant de voler son Scrambler. Elle convainc Wolff qu'il a besoin d'un tracker s'il veut survivre à The Zone, et Wolff la prend à contrecœur. Entre-temps, les trois femmes sont emmenées devant The Chemist, le principal homme de main d'Overdog qui administre des médicaments apaisants aux femmes et les prépare au plaisir d'Overdog. Overdog est un cyborg hideux avec des griffes métalliques géantes pour les mains.
Ailleurs, Wolff et Niki campent, mais sont bientôt attaqués par un étrange véhicule ressemblant à une charrue. Wolff parvient à désactiver la machine et apprend que le conducteur est une de ses anciennes connaissances militaires, un soldat du nom de Washington, qui révèle que lui aussi est venu sauver les femmes. Son seul problème est qu'il a écrasé son vaisseau et qu'il n'a aucun moyen de quitter la planète. Wolff refuse d'aider son rival et le laisse se débrouiller seul. Toujours dirigé par Niki, Wolff se retrouve dans d'autres situations difficiles - d'être attaqué par des humanoïdes mutants, d'étranges femmes ressemblant à des Amazones et un dragon d'eau (que les femmes ressemblant à des Amazones craignent). Il perd son fidèle Scrambler et est obligé de continuer à pied. Finalement, ils sont retrouvés par Washington et Wolff trouve la situation inversée alors qu'il supplie maintenant son rival de l'aider. Ils acceptent une répartition 50/50 de la récompense.
Désormais une équipe, Wolff et Washington se faufilent dans la forteresse d'Overdog, où ils trouvent les Zoners divertis par des prisonniers capturés forcés de traverser un labyrinthe mortel d'obstacles, de dangers et de pièges. Wolff repère les femmes détenues dans une cage et élabore un plan de sauvetage, mais une Niki ennuyée (qui a été laissée à l'écart du sauvetage pour sa sécurité) décide de fouiner. Elle est capturée et envoyée dans le labyrinthe. Wolff repère Niki dans le labyrinthe et essaie de la sauver, mais elle utilise ses prouesses pour atteindre la fin. Overdog la félicite et la ramène dans sa tanière. Là, elle est accrochée à une machine qui draine lentement son énergie vitale. L'énergie, à son tour, recharge Overdog. Wolff vient à la rescousse et enfonce un câble d'alimentation dans l'une des griffes d'Overdog. Le retour de puissance fait frire Overdog et provoque ainsi des éruptions en cascade dans toute la forteresse. Alors que la forteresse explose autour d'eux, Wolff et Niki courent se mettre à l'abri et sont secourus par l'arrivée opportune de Washington, qui conduit la charrue avec Nova, Reena et Meagan conduisant un autre véhicule réquisitionné. Ils se précipitent tous hors de la forteresse juste au moment où elle explose derrière eux.
Wolff invite Niki à rester avec lui, et elle accepte car ils ont fait de bons partenaires.

## Fiche technique
- Titre original : Spacehunter: Adventures in the Forbidden Zone
- Titre français : Le Guerrier de l'espace : Aventures en zone interdite
- Réalisation : Lamont Johnson
- Scénario : Stewart Harding, Jean LaFleur, David Preston, Edith Rey, Daniel Goldberg et Len Blum
- Photographie : Frank Tidy
- Montage : Scott Conrad
- Musique : Elmer Bernstein
- Pays d'origine : Canada - États-Unis
- Format : Couleurs
- Genre : science-fiction
- Date de sortie : 1983

## Distribution
- Peter Strauss : Wolff
- Molly Ringwald : Niki
- Ernie Hudson (VF : Med Hondo) : Washington
- Andrea Marcovicci : Chalmers
- Michael Ironside : Overdog
- Beeson Carroll : Grandman Patterson
- Hrant Alianak : Chimiste
- Deborah Pratt : Meagan
- Aleisa Shirley : Reena
- Cali Timmins : Nova
- Colin Mochrie : Garde (non crédité)
- Harold Ramis : Voix de l'intercom (non crédité)